# Louis Malécot
Pour les articles homonymes, voir Malécot.
Louis Malécot, né le 24 avril 1871 à Arles et mort le 4 septembre 1943 au Raincy, est un pionnier français de l'aviation.

## Biographie
Louis Malécot effectue son service militaire de 1892 à 1893 au 146e régiment d'infanterie. Le 28 juillet 1894, il épouse Marie Louise Gondrand à Paris. Il est alors domicilié 158 rue Saint-Maur à Paris.
Employé au Bazar de l'Hôtel de Ville, il habite 65 rue du Faubourg-du-Temple à Paris à partir de 1901.
Il fait en septembre 1907 à Meaux des essais d'un dirigeable de 33 m. À la troisième ascension, le 23 septembre, il se jette dans les arbres et le ballon est déchiré.
Il refait différents essais en août et septembre 1908 à Issy-les-Moulineaux. Le 23 novembre, une tempête détruit le hangar qui abritait le moteur et l'appareil aéroplane du dirigeable.
En 1909, le gouvernement français ouvre un concours pour la construction d'un croiseur aérien. Cent quarante projets sont présentés. Le vainqueur serait le dirigeable Malécot.
La Société d'encouragement au progrès lui décerne sa grande médaille de vermeil en 1910.

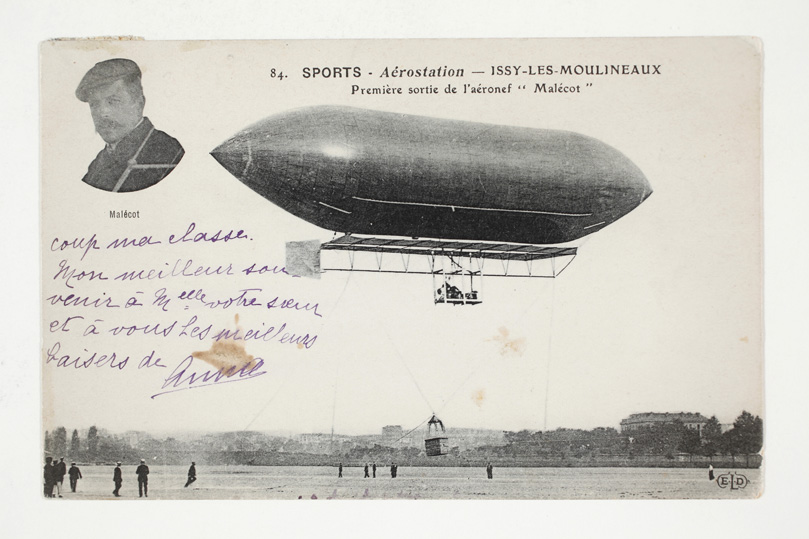
Première sortie de l'aéronef Malécot, 20 août 1908.
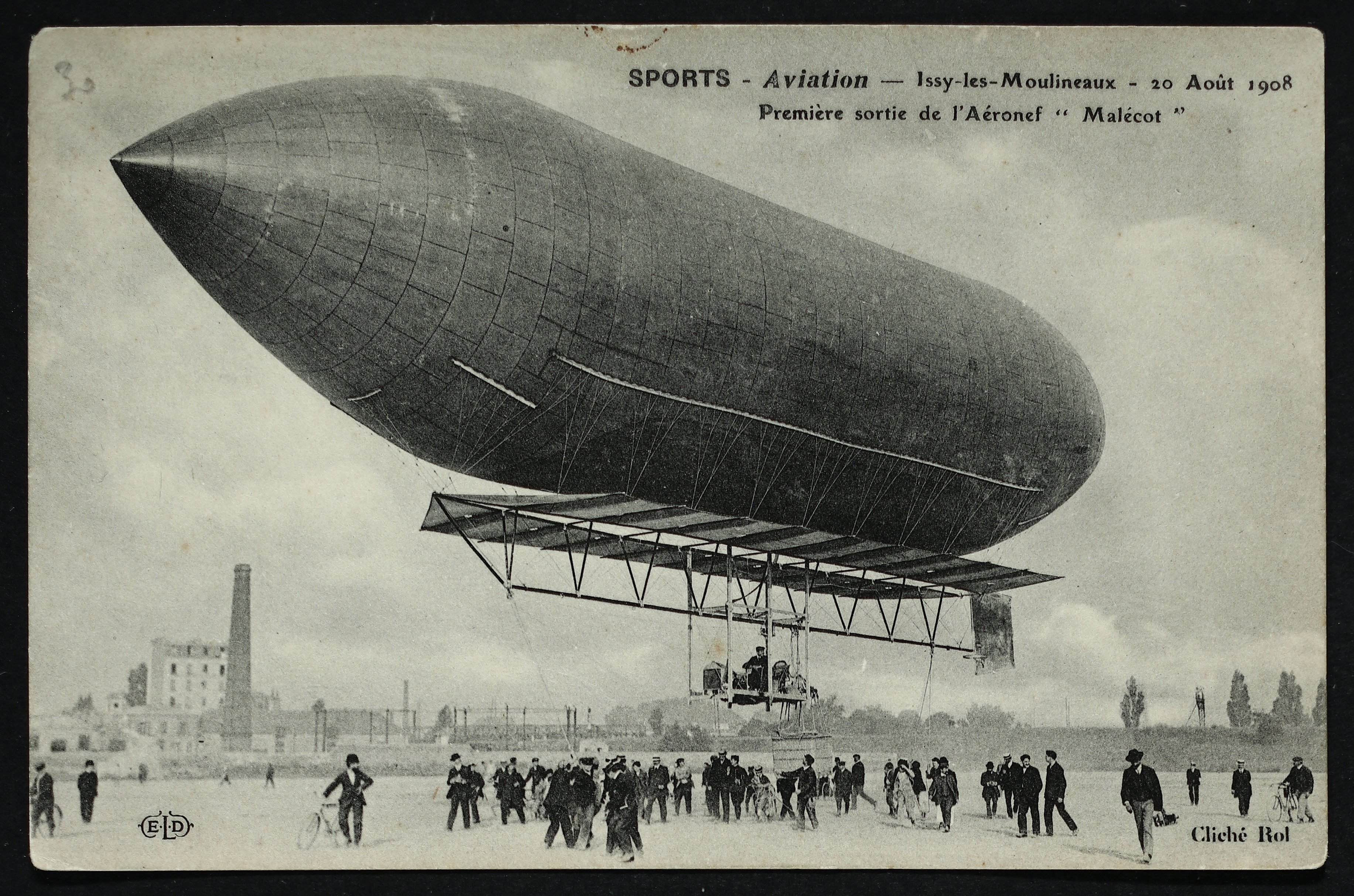
Première sortie de l'aéronef Malécot, 20 août 1908.

## Publications
- L'aviation et l'aérostation appliquées à la navigation aérienne, Paris, 1904.